# FOWLP
FOWLP (英: fan out wafer level package) とは、プリント基板上に単体の高集積度半導体を表面実装する時に小さな占有面積で済ませられる半導体部品のパッケージの一形態。

## 概要
ウエハーレベルパッケージとして先に普及したWLCSP（英: wafer level chip scale package）がパッケージ面積と半導体チップ面積が同じであるのに対して、FOWLPではパッケージの面積が半導体チップ面積より大きく、チップの外側まで端子を広げること（英: fan out）ができるのでチップ面積と比べて端子数が多い用途でも採用できる。

## 構造
WLCSPとは異なり、パッケージ基板がなく、代わりにチップの端子から配線を引き出す再配線層を半導体工程で作り、外部端子につなげる。パッケージ基板がないので薄く、配線長が短いのでインダクタンスや静電容量が少なくなるので信号の伝送速度の高速化、パッケージ基板が不要なので製造費用が安くなることが期待される。